# Fjällgräsfjäril
Fjällgräsfjäril (Erebia pandrose) är en fjärilsart som först beskrevs av Moritz Balthasar Borkhausen 1788.  Fjällgräsfjäril ingår i släktet Erebia, och familjen praktfjärilar. Arten är reproducerande i Sverige.

## Bildgalleri

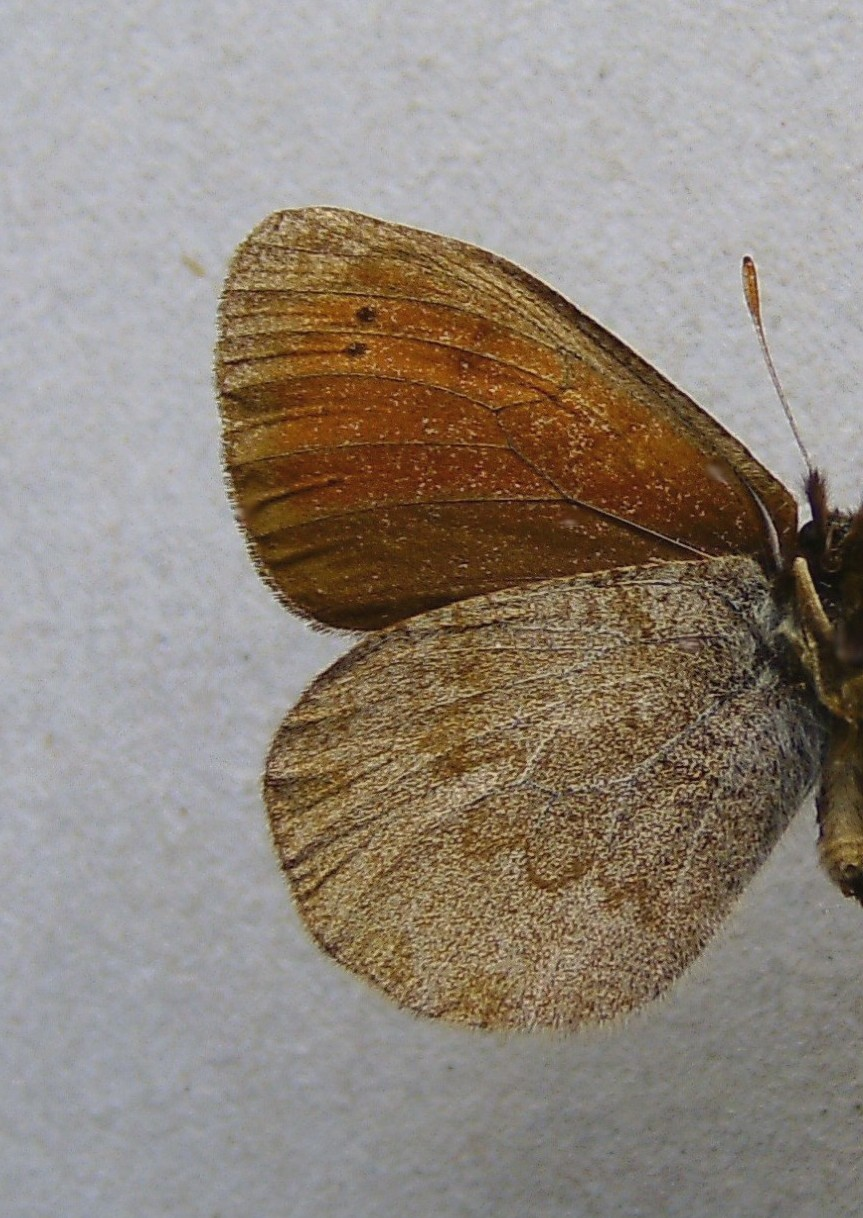